# قطعنامه ۷۳۲ شورای امنیت
قطعنامه ۷۳۲ شورای امنیت سازمان ملل متحد که در تاریخ ۲۳ ژانویه ۱۹۹۲ تصویب شد، سندی بین‌المللی دربارهٔ پذیرش اعضای جدید سازمان ملل متحد: قزاقستان است. این قطعنامه طی نشست ۳۰۳۴ام تصویب شد.